# NGC 1413
NGC 1413 è una lontana galassia ellittica situata nella costellazione dell'Eridano, a una distanza di circa 445 milioni di anni luce dalla nostra Via Lattea.

## Scoperta
La galassia è stata scoperta il 26 dicembre 1885 dall'astronomo statunitense Francis Leavenworth.

## Descrizione
Data la sua luminosità superficiale pari a 14,06, NGC 1413 può essere classificata come una galassia a bassa luminosità superficiale (nella letteratura in lingua inglese abbreviata in LSB, acronimo di Low Surface Brightness). Le galassie LSB sono galassie di tipo diffuso (D) con una luminosità superficiale inferiore di almeno una magnitudine a quella del cielo notturno circostante.